# آنجلو مانجیاروتی
آنجلو مانجیاروتی (به ایتالیایی: Angelo Mangiarotti)؛ (زادهٔ ۲۶ فوریهٔ ۱۹۲۱ میلادی – درگذشتهٔ ۲ ژوئیه ۲۰۱۲ میلادی) یک مدرس، معمار و طراح صنعتی اهل ایتالیا بود که شهرتش بر اساس «هرگز نیازهای واقعی کاربران فراموش نشود» بود. مفهوم اصلی در معماری مانجیاروتی با استفاده صحیح از متریال و تکنیک ایجاد شد.

## زندگی‌نامه

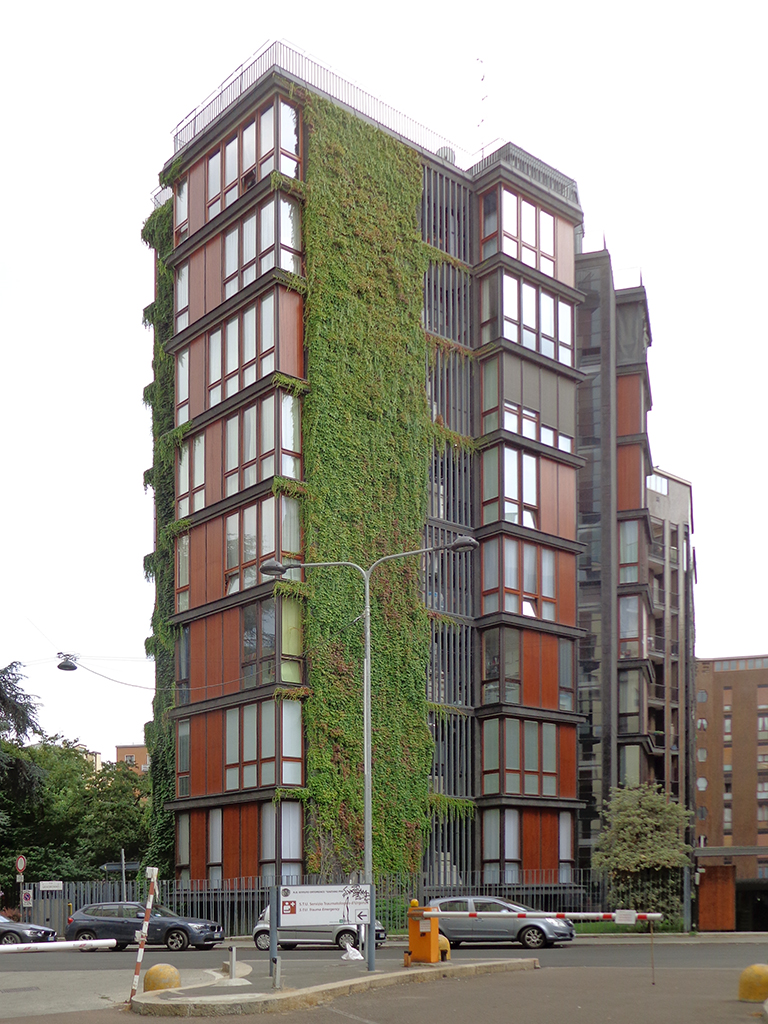
جنگل عمودی از طریق کوادرونو، ۲۴، در منطقهٔ کوادرونو میلان، اثر هنری مانجیاروتی

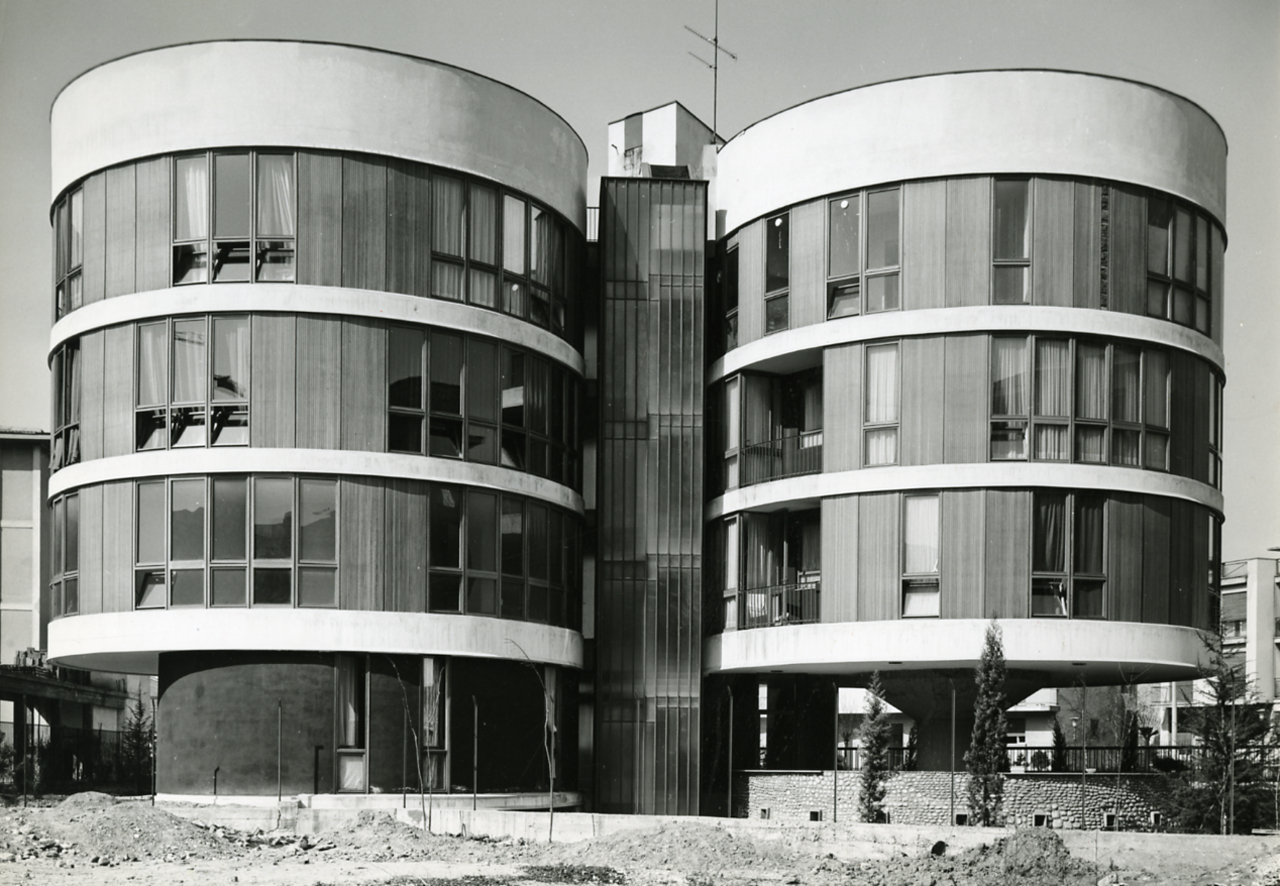
«خانهٔ ۳ سیلندر»، میلان، عکاسی شده توسط: پائولو مونتی در سال ۱۹۷۰ میلادی

آنجلو مانجیاروتی در سال ۱۹۲۱ میلادی در میلان، ایتالیا به دنیا آمد. او یک معمار، شهرساز و طراح بود که طرح‌های او جوایزی را در ایتالیا و خارج از کشور به ارمغان آورد.
آنجلو مانجیاروتی در سال ۱۹۴۸ میلادی از دانشکده معماری دانشگاه پلی‌تکنیک میلان فارغ‌التحصیل شد. او در سال ۱۹۵۳ میلادی به ایالات متحدهٔ آمریکا نقل مکان کرد و در شیکاگو به عنوان استاد مدعو برای مؤسسهٔ فن‌آوری ایلینوی شروع به کار کرد. مانجیاروتی در طول مدت حضورش در مؤسسهٔ فن‌آوری ایلینوی با فرانک لوید رایت، والتر گروپیوس، لودویگ میس فن در روهه و کنراد واکسمن آشنا شد که همگی در رشد شخصی و حرفه‌ای او مؤثر بودند.
دو سال بعد، مانجیاروتی به ایتالیا بازگشت و شرکت معماری خود را در میلان با برونو موراسوتی افتتاح کرد. این مشارکت تا سال ۱۹۶۰ میلادی فعال بود.
آنجلو مانجیاروتی در مؤسسهٔ عالی طراحی صنعتی ونیز (۱۹۶۴–۱۹۶۳ میلادی)، دانشگاه هاوایی (۱۹۷۰ میلادی)، مدرسهٔ پلی‌تکنیک فدرال لوزان (۱۹۷۴ میلادی)، دانشگاه آدلاید و مؤسسه فن‌آوری استرالیای جنوبی آدلاید (۱۹۷۶ میلادی)، معماری پالرمو (۱۹۸۲ میلادی)، معماری فلورانس (۱۹۸۳ میلادی) و معماری دانشگاه پلی‌تکنیک میلان (۱۹۹۰–۱۹۸۹ میلادی) تدریس می‌کرد.